# Symeon Sinisza
Symeon Urosz Nemanjić nazywany Siniszą i Paleologiem (srb. Симеон Урош Синиша Немањић), znany również w języku greckim jako Συμεών Ούρεσης Παλαιολόγος (Symeōn Ouresēs Palaiologos; zm. po 1370 r.) – despota Epiru (1359–1366) oraz Tesalii (od 1359 do śmierci). Wcześniej rządził Epirem i Akarnanią w latach 1348–1356, jako namiestnik brata – cara Serbii Stefana Urosza IV. Po jego śmierci w 1355 roku Symeon ogłosił się cesarzem Serbów i Greków (Rzymian) jako konkurent swojego bratanka Stefana Urosza V.

## Historia
Symeon Urosz był synem króla Serbii Stefana Urosza III oraz jego drugiej żony Marii Paleologiny, córki Jana Paleologa i wnuczki cesarza bizantyńskiego Michała VIII Paleologa. Jego przyrodni brat Stefan IV ogłosił się carem w 1346 roku. W 1348 roku podbił Epir oraz Akarnanię. Mianował Symeona namiestnikiem tych regionów przyznając mu tytuł despoty, godność tradycyjnie zarezerwowaną dla braci i młodszych synów bizantyjskich cesarzy. Symeon Urosz umocnił swoją pozycję w lokalnej arystokracji Epiru poślubiając Thomais Orsini, córkę byłego władcy Epiru Jana II Orsiniego. Władza Symeona Urosza została przerwana wkrótce po śmierci cara Stefana Urosza IV w 1355 roku. Do Grecji przybył bowiem obalony przez Serbów poprzedni despota Epiru Nicefor II Orsini (prywatnie szwagier Symeona) i uzyskał poparcie arystokracji Tesalii i Epiru. W 1356 roku Nicefor przejął władzę w Epirze.

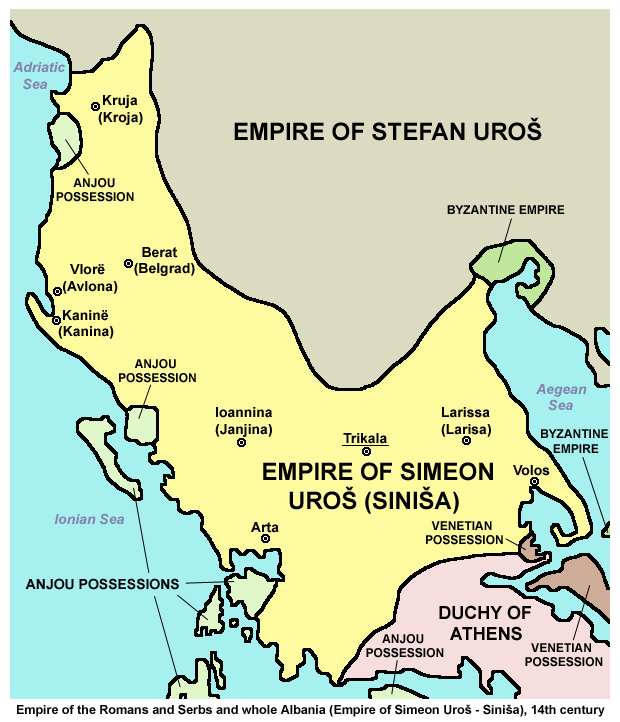
Państwo Symeona Urosza Siniszy

Po utracie władzy w Epirze Symeon ogłosił się cesarzem „Serbów i Greków” jako rywal swojego bratanka Stefana Urosza V. Choć był wspierany przez niektórych ważnych możnowładców, jak Jan Komnenos Asen (brat wdowy po Stefanie Uroszu IV), został odrzucony przez większość arystokracji serbskiej.
Po śmierci Nicefora II Orsiniego w potyczce przeciwko Albańczykom Symeon Urosz szybko wkroczył do Tesalii i Epiru, po czym został uznany władcą w 1359 roku.
W 1367 roku północny Epir przekazał synowi Preljuba, Tomaszowi.
Symeon Urosz zmarł między 1369 a 1371 rokiem. Jego następcą w Tesalii został syn Jan.

## Rodzina
Z małżeństwa z Thomais Orsini Symeon Urosz miał troje dzieci:
- Jan Urosz, który przejął władzę w Tessalii
- Stefan Urosz
- Maria Angelina, żona Tomasza Preljubowicza, który przejął władzę w Epirze